# Мегри
Мегри (јерм. Մեղրի) је град на крајњем југу јерменског марза Сјуник, близу границе са Ираном. Град је смештен на левој обали истоимене реке, леве притоке Аракса, на надморској висини од 605 m.
Град лежи у подручју суптропске климе и најтоплији је у целој Јерменији. Период без мраза износи 253 дана, а просечна количина падавина је 259 мм. Захваљујући благој клими, ово је једини део Јерменије у којем је могуће узгајати агруме и рано поврће.
Према подацима статистичке службе Јерменије, у граду је 2001. године живело 4.805 становника док је у 2011. тај број незнатно опао на 4.789.
У близини града се налази руска војна база са 2.000 војника који заједно са јерменском војском контролишу границу са Ираном.

## Историја
У старим јерменским црквеним списима из средњег века подручје данашњег Мегрија се описује као место одакле су у Ечмијадзин стизали суво воће, бадеми, ораси.
У време руско-персијских ратова 1804—1813 у подручју око Мегрија су се водиле многе битке.

## Привреда
Мегри је познат као центар производње раног поврћа и суптропских култура (бадеми, агруми, нар), а привреда је оријентисана на прехрамбену индустрију (винарство, прерада воћа и поврћа, пекарска индустрија). Постоје и погони за производњу грађевинског материјала.
На 3,5 км западно од града налази се аеродромска писта која се тренутно не користи.
Средином 2012. планиран је почетак градње велике хидроелектране на Араксу капацитета 800 милиона киловат часова електричне енергије годишње. Пројекат вредан 250 милиона долара заједно граде Јерменија и Иран, а рок за завршетак радова је 2015. година. Према договору две стране, првих 15 година струја из ове електране ће се дистрибуисати ка Ирану, док би након тог времена електрана у целости прешла у посед Јерменије.
У граду се налази и складиште гаса које се снабдева преко гасовода који повезује Табриз (Иран) са Јереваном. У близини града је такође планирана изградња рафинерије нафте.

## Знаменитости
У близини и у самом граду се налазе бројни културно историјски споменици. Најзначајнији су тврђава Мегри и цркве светог Саргиса и светог Аствацацина из XVII века те црква Мегру Ванк из XV века.